# Ak-Dovoerak
Ak-Dovoerak (Russisch: Ак-Довурак) is een stad in de Russische autonome deelrepubliek Toeva. De stad ligt aan de oever van de rivier de Chemtsjik (stroomgebied van de Jenisej). De stad verkreeg in 1964 de status van stad.
De naam betekent "witte grond" in het Toevaans. Dit komt door de asbest-ontginningen in de streek. De stad dateert uit 1964 en kenmerkt zich door een rechthoekig stratenpatroon. Ze werd gebouwd om werknemers van de asbestfabriek te huisvesten. De fabriek werd ook in 1964 gebouwd en produceert als enige in Rusland langvezelig asbest. Dit wordt gewonnen in een steengroeve die ten noorden van de stad ligt; een bijproduct is leisteen.
| 1959  | 1970  | 1979   | 1989   | 2002   | 2010   |
| ----- | ----- | ------ | ------ | ------ | ------ |
| 2.200 | 9.600 | 13.200 | 15.191 | 12.965 | 13.468 |

Na 2010 ligt het bevolkingsaantal vrij stabiel rond 13.500 personen.
Bestuurlijk centrum: Kyzyl

Ak-Dovoerak · Toeran · Tsjadan · Sjagonar